# London—Fanshawe
Pour les articles homonymes, voir London.
Pour la circonscription provinciale, voir London—Fanshawe (circonscription provinciale).
Circonscription électorale fédérale du Canada
London—Fanshawe est une circonscription électorale fédérale canadienne située en Ontario.

## Géographie
La circonscription est située dans le sud de l'Ontario. La circonscription se limite à une partie de l'est de la ville de London.
Les circonscriptions limitrophes sont London-Ouest, London-Centre, Middlesex—London et Elgin—St. Thomas—London-Sud.
En 2015, les circonscriptions limitrophes étaient Elgin—Middlesex—London, London-Centre-Nord, London-Ouest et Lambton—Kent—Middlesex. 

## Historique
La circonscription de London–Fanshawe est créée en 1996 avec des parties de London-Est et de London–Middlesex.
Lors du redécoupage électoral de 2022-2023, la circonscription se voit retirer la partie de son territoire au nord du chemin Fanshawe Park Est comprise entre l'avenue Highbury Nord et le lac Fanshawe (en), intégrée à la circonscription de Middlesex—London.

## Députés
| Législature                                             | Années        | Député            | Parti | Parti         |
| ------------------------------------------------------- | ------------- | ----------------- | ----- | ------------- |
| London—Fanshawe issue de London-Est et London—Middlesex |               |                   |       |               |
| 36e                                                     | 1997–2000     | Pat O'Brien       |       | Libéral       |
| 37e                                                     | 2000–2004     | Pat O'Brien       |       | Libéral       |
| 38e                                                     | 2004–2005     | Pat O'Brien       |       | Libéral       |
| 38e                                                     | 2005-2006     | Pat O'Brien       |       | Indépendant   |
| 39e                                                     | 2006–2008     | Irene Mathyssen   |       | Néo-démocrate |
| 40e                                                     | 2008–2011     | Irene Mathyssen   |       | Néo-démocrate |
| 41e                                                     | 2011–2015     | Irene Mathyssen   |       | Néo-démocrate |
| 42e                                                     | 2015–2019     | Irene Mathyssen   |       | Néo-démocrate |
| 43e                                                     | 2019–2021     | Lindsay Mathyssen |       | Néo-démocrate |
| 44e                                                     | 2021–2025     | Lindsay Mathyssen |       | Néo-démocrate |
| 45e                                                     | 2025–en cours | Kurt Holman       |       | Conservateur  |

## Résultats électoraux
|       | Candidat            | Parti        | # de voix | % des voix |
|       | Suzanna Dieleman    | Conservateur | +14 891,  | 27,2 %     |
|       | Khalil Ramal        | Libéral      | +17 214,  | 31,44 %    |
|       | (X) Irene Mathyssen | NPD          | +20 684,  | 37,78 %    |
|       | Matthew Peloza      | Vert         | +01 604,  | 2,93 %     |
|       | Ali Hamadi          | Indépendant  | +00352,   | 0,64 %     |
| Total | Total               | Total        | 54 745    | 100 %      |

|       | Candidat            | Parti        | # de voix | % des voix |
|       | Jim Chahbar         | Conservateur | +14 294,  | 33,54 %    |
|       | Roger Caranci       | Libéral      | +04 893,  | 11,48 %    |
|       | (x) Irene Mathyssen | NPD          | +21 689,  | 50,9 %     |
|       | Matthew Peloza      | Vert         | +01 202,  | 2,82 %     |
|       | G.J. Rancourt       | Héritage     | +00535,   | 1,26 %     |
| Total | Total               | Total        | 42 613    | 100 %      |

|       | Candidat             | Parti        | # de voix | % des voix |
|       | Mary Lou Ambrogio    | Conservateur | +12 659,  | 30,85 %    |
|       | Jacquie Gauthier     | Libéral      | +07 774,  | 18,94 %    |
|       | (x) Irene Mathyssen  | NPD          | +17 672,  | 43,06 %    |
|       | Daniel O'Neail       | Vert         | +02 656,  | 6,47 %     |
|       | Leonard Vanderhoeven | Héritage     | +00276,   | 0,67 %     |
| Total | Total                | Total        | 41 037    | 100 %      |